# 多々良村
多々良村（たたらむら）は群馬県の南東部、邑楽郡に属していた村。

## 地理
- 河川：渡良瀬川、矢場川、多々良川
- 湖沼：多々良沼

## 歴史
- 1889年（明治22年）4月1日 - 町村制施行により、周辺5村（日向村、木戸村、高根村、成島村、谷越村）が合併し多々良村が成立する。
- 1954年（昭和29年）4月1日 - 周辺1町6村（館林町、郷谷村、大島村、赤羽村、六郷村、三野谷村、渡瀬村）と合併し館林市となる。

## 村長
- 飯島連次郎
- 飯島祐之

## 経済
農業
『大日本篤農家名鑑』によれば多々良村の篤農家は、「今泉米造、橋本七郎、福田喜三郎」などである。

## 交通
- 東武伊勢崎線
  - 多々良駅
- 東武小泉線
  - 成島駅